# Benjamin Obomanu
(en) Statistiques sur pro-football-reference
Benjamin Ebenezer Obomanu (né le 30 octobre 1983 à Selma) est un joueur américain de football américain.

## Lycée
Obomanu joue à la Selma High School, lycée de sa ville natale, jouant au football américain ainsi qu'au basket-ball.

## Carrière

### Université
Il entre à l'université d'Auburn après l'obtention de son diplôme. Il joue pour l'équipe de football de l'université, les Tigers.

### Professionnel
Benjamin Obomanu est sélectionné au septième tour du draft de la NFL de 2006 par les Seahawks de Seattle au 249e choix. Lors de son arrivée à Seattle, il est envoyé dans l'équipe d'entrainement des Seahawks et fait toute la saison 2006 dans cette équipe. Il est sélectionné pour jouer dans l'équipe active et marque son premier touchdown le 14 octobre 2007 contre les Saints de La Nouvelle-Orléans sur une passe de dix-sept yards de Matt Hasselbeck, le seul qu'il marque lors de la saison 2007.
Le 29 août 2008, Ben se fracture la clavicule lors du match de pré-saison contre les Raiders d'Oakland et est inscrit sur la liste des blessés le lendemain; il déclare forfait pour la saison 2008. Il revient pour la saison 2009 et entre au cours de quatorze match, ne recevant que quatre passes pour quarante-et-un yards. Lors de la saison 2010, Obomanu se blesse après un tacle du safety des Panthers de la Caroline Charles Godfrey. Néanmoins, il finit la saison 2010 avec quinze matchs dont six comme titulaire avec trente réceptions pour 494 yards et quatre touchdowns. Peu de temps après l'élimination des Seahawks lors des play-offs contre les Bears de Chicago, Obomanu signe un contrat de trois ans avec la franchise de Seattle.